# Slavkov pod Hostýnem
Slavkov pod Hostýnem település Csehországban, Kroměříži járásban. Slavkov pod Hostýnem Rusava, Bystřice pod Hostýnem, Chvalčov és Brusné településekkel határos. Lakosainak száma 661 fő (2024. január 1.).

## Népesség
A település lakosságának változását az alábbi diagram mutatja:
| Lakosok száma | 321  | 446  | 454  | 539  | 545  | 582  | 629  | 640  | 626  | 661  |
|               | 1869 | 1900 | 1921 | 1961 | 1980 | 2011 | 2016 | 2019 | 2021 | 2024 |